# Бернфельд, Зигфрид
Зигфрид Бернфельд (7 мая 1892 года, Львов — 2 апреля 1953 года, Сан-Франциско) —  австрийский психолог, психоаналитик, один из пионеров так называемого «нового обучения».

## Биография
Родился в еврейской семье. Студентом стал членом психоаналитического движения, был одним из первых членов Венского психоаналитического общества.
Во время Первой мировой войны, когда в Вену прибыло более 100 000 беженцев, многие из которых были евреями из Галиции, Бернфельд заинтересовался разработкой новых форм еврейского образования, отвечающих современным потребностям. Летом 1917 года сионистская организация в Вене наняла его для руководства своей образовательной и молодёжной работой.
С 1922 по 1925 годы практиковал психоанализ в Вене, с 1925 по 1932 годы — в Берлинском психоаналитическом институте. Вернулся в Вену, а позже в Ментону, где жил до 1936 года. Затем окончательно эмигрировал в США, где поселился в Сан-Франциско.
Бернфельд известен благодаря исследованиям связей между психоанализом и теорией обучения, роли образования, вопросов общественных изменений и неравенств. Был одним из первых сторонников «фрейдомарксизма», развивал теории, касающиеся связей психоанализа с социализмом. В 1917—1921 годах руководил Zionistischen Zentralrat für West-Österreich, с 1919 года возглавлял Kinderheim Baumgarten (организацию, которая занималась бездомными еврейскими детьми с территории Польши).
Бернфельд является автором труда на тему психологии новорождённого «Psychologie des Säuglings», в 1925 году опубликовал свою теорию образования в труде «Sisyphos».
Зигфрид Бернфельд умер 2 апреля 1953 года в городе Сан-Франциско.